# Entschendorf (Gemeinde St. Margarethen)
Entschendorf ist ein Dorf, eine Ortschaft und eine Katastralgemeinde der Marktgemeinde St. Margarethen an der Raab in der Steiermark.

## Geografie
Entschendorf liegt westlich von St. Margarethen an der Raab in einem Seitental der Raab, das vom Entschendorfbach gebildet wurde. Zu der Ortschaft Entschendorf gehören neben dem gleichnamigen Dorf die Ortsteile Dirnreith, Entschendorfberg, Glawoggen, Kleeberg, Kleinglawoggen und Möslreith, die alle nördlich des Dorfs liegen. Seit 1968 ist Entschendorf ein Teil der Gemeinde St. Margarethen an der Raab. Am 1. Jänner 2025 hatte die Ortschaft 555 Einwohner. Der höchste Punkt von Entschendorf ist der Kleeberg mit 499 müA und befindet sich an der nördlichen Grenzlinie bei der die Gemeinde Gleisdorf und die Katastralgemeinde Sulz angrenzen.